# Heilig Hartverering

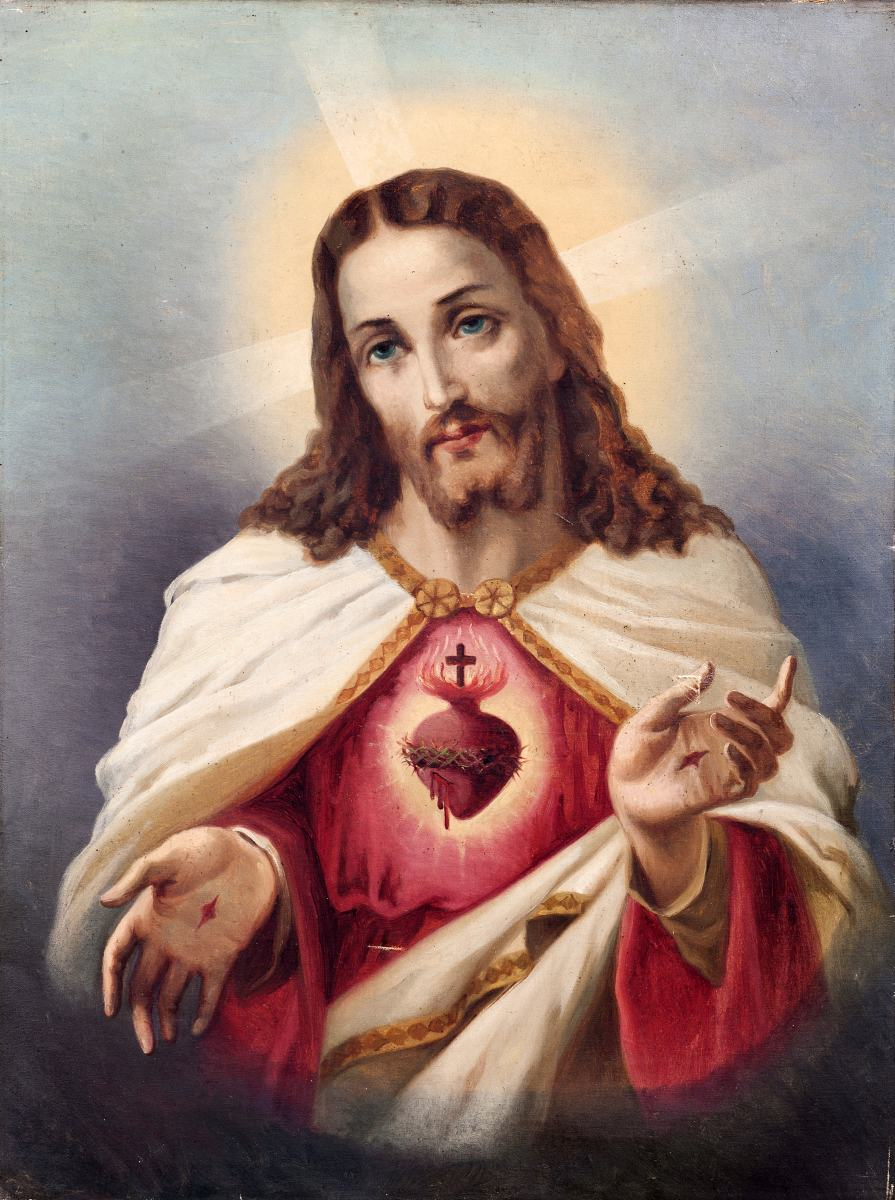
Allerheiligst Hart van Jezus in Portugal

De devotie tot het Heilig of Allerheiligst Hart van Jezus is een specifieke spiritualiteit binnen de Rooms-Katholieke Kerk.
De verering van Jezus Christus krijgt vorm vanuit liefde en barmhartigheid, die worden gesymboliseerd door Jezus' Hart. Een passage uit het Evangelie volgens Johannes, waar Jezus' zijde door een lans doorboord werd, waaruit bloed en water stroomden, speelt in deze mystieke vroomheid een grote rol. Daarbij is het hart van de Gekruisigde doorboord, dit hart is de bron van de sacramenten en van de Kerk.
Het Hart van Jezus wordt in de kunst gewoonlijk afgebeeld als een geopende borstkas met daarin een bloedrood hart met een vlam. Het hart staat voor de persoon van Christus' Leven en Lijden, terwijl de vlam de Liefde en Barmhartigheid representeert. De devotieprentjes zijn een niet altijd als kunstzinnig ervaren weergave, voor velen zijn de afbeeldingen eerder kitsch. Een afbeelding, bedoeld als metafoor, wordt niet altijd als metafoor begrepen. De lagere esthetische kwaliteit van afbeeldingen trekt dan wel meer de aandacht dan de metafoor.

## Ontstaan
De wortels van de devotie vinden hun eerste sporen in het Nieuwe Testament. Johannes verhaalt van Jezus' zijde, die door een lans doorboord werd. Lezing van de Schrift, meditaties en overpeinzingen maakten het doorboorde Heilig Hart daarmee tot onderwerp van mystieke ervaring. De oudste uitdrukkingen hiervan zijn te vinden in de teksten van Augustinus van Hippo. Vandaar wordt deze in de iconografie vaak afgebeeld met een brandend en doorboord hart in de hand.  Deze ervaringen zouden in de late Middeleeuwen in een aantal mystici een hoogtepunt bereiken om daarna vanaf de zeventiende eeuw langzaam tot een openbare collectieve cultus uit te groeien. 

### Middeleeuwen
De mystica Mechthild van Maagdenburg schrijft over stromen van licht, die uit Jezus en zijn Hart komen. Gertrudis van Helfta beschrijft in haar Legatus divinae pietatis eveneens visioenen over het Hart van barmhartigheid. Deze en andere mystici beschrijven verschillende ervaringen, die zich deels concentreren op het Heilig Hart. Hier blijft de verering echter uitsluitend innerlijk en persoonlijk.

### Zeventiende eeuw
Tussen 1673 en 1675 had Margaretha-Maria Alacoque verschillende visioenen over het Heilig Hart. De latere devotie heeft zij wezenlijk beïnvloed, zij het dat het klimaat aan het eind van de 17e eeuw daaraan eveneens een bijdrage leverde. De humanist Justus Lipsius (1547-1606) schreef over het hart als centrum van de menselijke persoonlijkheid, de theoloog en wiskundige Pascal (1623-1662) heeft het over een "Theologie van het Hart", waarin de Godskennis tot uiting zou komen en de Engelse koninklijke lijfarts William Harvey (1578-1657) beschrijft de rol van het hart in de bloedsomloop. Natuurwetenschappelijke ontdekking gaat hier samen met een theologisch perspectief. In het opkomende rationele denken van de 17e eeuw is de verering van het Heilig Hart bovendien ook een antwoord, waarin affectie en emotie aandacht krijgen. Om deze reden hebben de Jezuïeten (vooral Alacoques leidsman Claude de la Colombière) de verering gezien als een middel ten behoeve van de late contrareformatie en ook tegen rationalistische dwalingen, zoals het Jansenisme. Door het uitgevaardigde verbod tegen de Jezuïeten aan het eind van de 18e eeuw, kwam de verbreiding van de cultus tijdelijk tot stilstand.

## Verbreiding

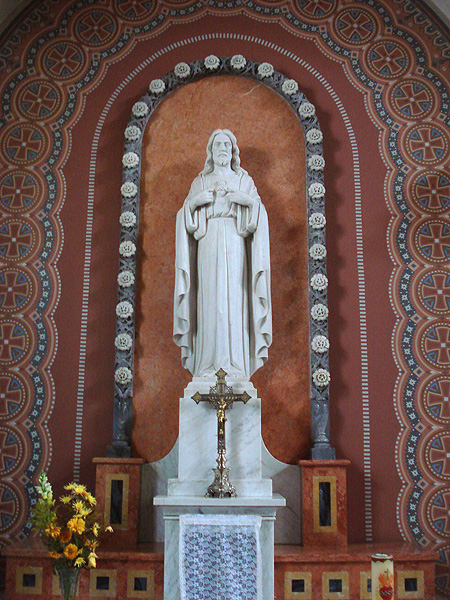
Het Heilig Hartaltaar in de Sint-Jozefkerk in Porto Alegre in Brazilië

### Na 1800
Hoezeer de verering in het 18e-eeuwse Frankrijk verbreid was, blijkt uit het feit, dat het Hart van Jezus enige tijd als symbool voor de Franse anti-revolutionairen (veelal arme boeren, kleine adel en eenvoudige burgers) werd gebruikt. Een familie die tijdens de bloedige Franse Revolutie Heilig Hartafbeeldingen uitdeelde, kwam onder de guillotine. Pas in de loop van de 19e eeuw werd de verering ook duidelijker zichtbaar buiten Frankrijk. In Duitsland werd het ingezet als katholieke uiting tijdens de Kulturkampf, in Nederland werd het eveneens een banier van de zich emanciperende katholieken. In alle gevallen lijkt de verering juist daar om zich te grijpen, waar de positie van de Rooms-Katholieke Kerk, of in elk geval de rooms-katholieken, in het gedrang is. In de tweede helft van de 19e eeuw schoten parochiële broederschappen uit de grond, zoals de "Erewacht van het Goddelijk Hart van Jezus", waarbij de leden als lijfwachten van Jezus werden begrepen. Daartoe behoorde ook het gebedsapostolaat, waarin men "staat voor de zaak van Christus".

### Eeuwwende 1900

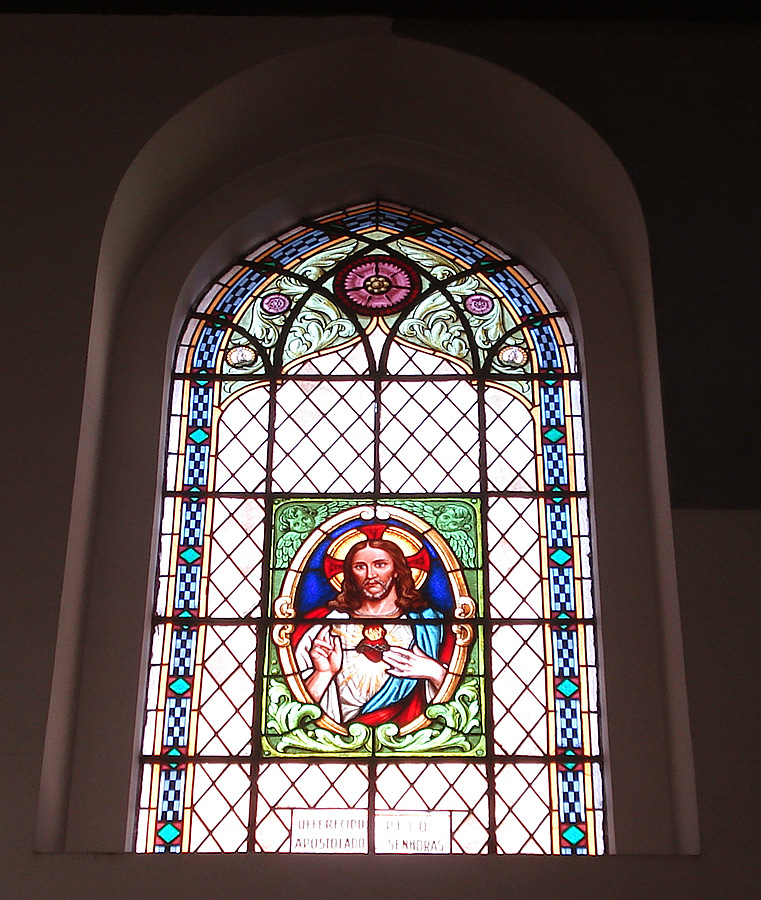
Een gebrandschilderd raam in een kerk in Porto Allegre in Brazilië

Aan het eind van de 19e en begin van de 20e eeuw kreeg de Heilig Hartverering nieuwe impulsen, onder invloed van het Eerste Vaticaans Concilie. Het werd een van de kernsymbolen in de katholieke sociale doctrine in de strijd tegen het opkomende socialisme. De opkomende industrialisering zorgde voor een proletarisering van de voorheen vrijwel automatisch katholieke plattelandsbevolking. De democratie met algemeen kiesrecht deed haar intrede. De overheid en samenleving waren seculier geworden. Vakbonden werden opgericht, onderwijs en sociale kwesties kwamen op. Naast de ontwikkeling van de katholieke sociale leer (de encyclieken Rerum Novarum in 1891 en Quadragesimo Anno in 1931) trad een nieuwe generatie zielzorgers (in Nederland Alfons Ariëns en Henri Poels, in Duitsland Oswald von Nell-Breuning en in Frankrijk Leo Dehon en Paul Antoine Naudet) naar buiten. Voor hen zou de Heilig Hartverering persoonlijke vroomheid met sociale actie in het teken van naastenliefde moeten stimuleren. Zo werden bijvoorbeeld in deze periode in de Nederlandse provincie Limburg meer dan honderd Heilig Hartbeelden op pleinen en straten in woonwijken geplaatst en tientallen parochiebroederschappen gesticht met het doel de Heilig Hartverering te verdiepen. Tot de makers van Heilig Hartbeelden behoren bekende beeldhouwers als Toon Dupuis en August Falise.

### Eenentwintigste eeuw
De devotie tot het Heilig Hart van Jezus is in de Katholieke Kerk nog wijd verspreid, hoewel er een verschil is tussen vergevorderd seculariserende samenlevingen en samenlevingen waar het christendom een grote(re) publieke factor is. Behalve het hoogfeest van het Allerheiligste Hart van Jezus wordt doorgaans elke eerste vrijdag van de maand aan het Heilig Hart van Jezus toegewijd en verbonden met een sacramentsuitstelling. Aan de devotie is de belofte verbonden, dat wie op negen achtereenvolgende eerste vrijdagen (van de maand) de H. Mis bijwoont, biecht en in de Mis communiceert, geen plotselinge en onvoorziene dood zal sterven en in zijn sterfuur gesterkt zal worden door Gods bijzondere bijstand en de Laatste Sacramenten.

## Waardering, betekenis en inspiratie

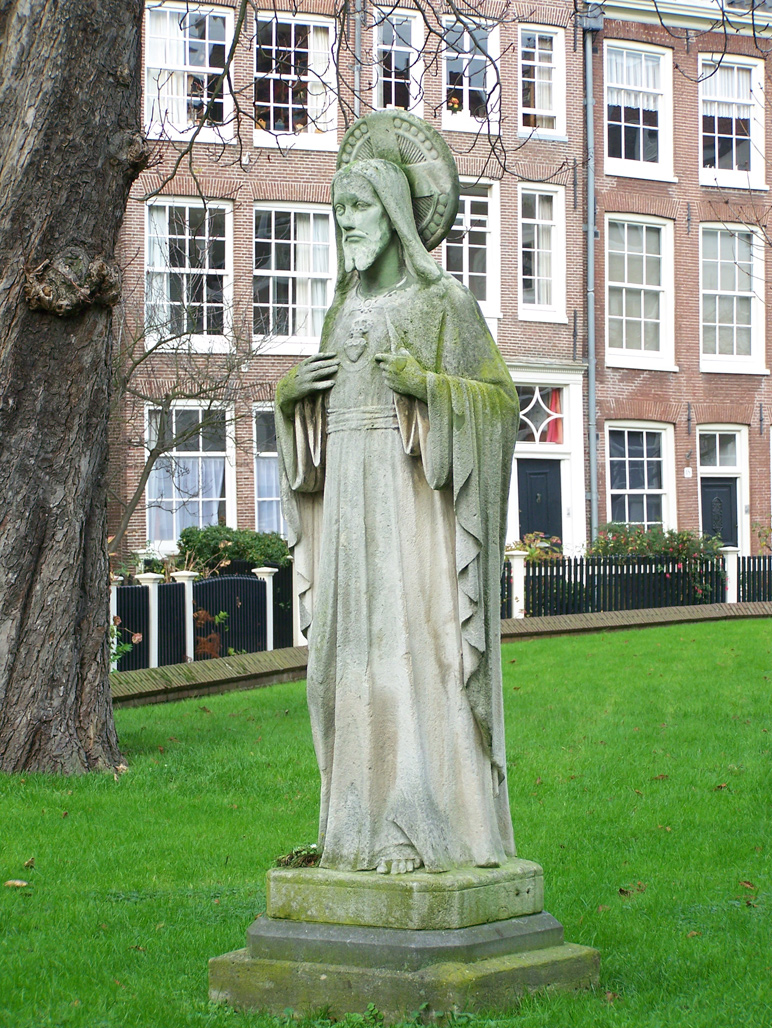
Standbeeld van Jezus op het Begijnhof in Amsterdam

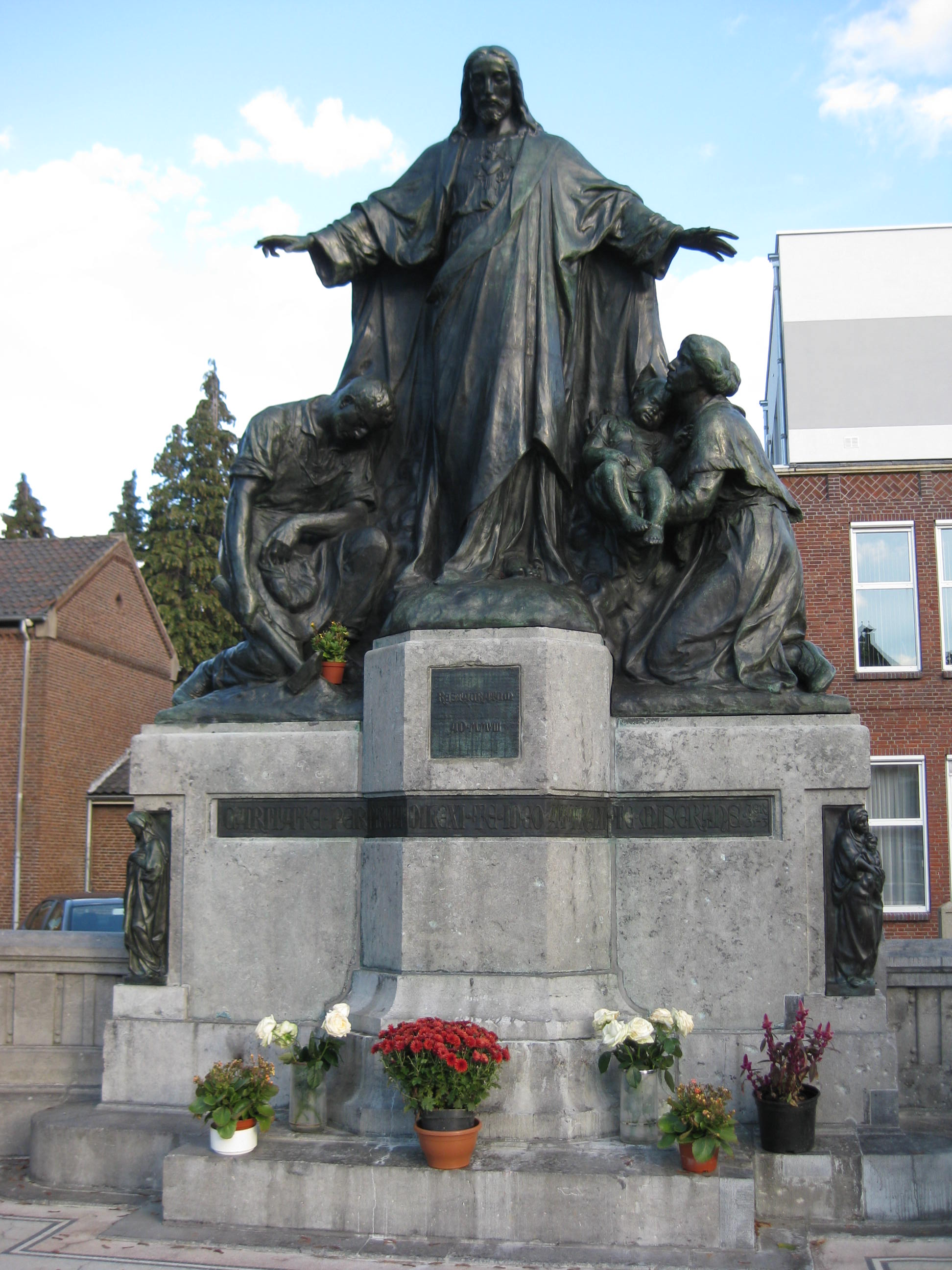
Heilig Hartbeeld in 's-Hertogenbosch

### Waardering door de hiërarchie
Hoewel Margaretha-Maria Alacoque reeds in 1675 een feestdag ter ere van het Heilig Hart verlangt, wordt een eerste Heilig-Hartliturgie pas in 1765 door paus Clemens XII toegestaan (voor wat betreft Polen). Paus Pius VI wijdde in zijn encycliek Auctorem Fidei, waarin hij het jansenisme en allerhande ongeoorloofde politieke en liturgische vernieuwingen veroordeelde, een positieve passage aan de Heilig-hart-devotie. Officiële goedkeuring van de Heilig Hart-verering werd in 1854 door Paus Pius IX verleend, de derde vrijdag na Pinksteren werd tot Hoogfeest van het Heilig Hart. In 1873 werd door Pius IX vastgelegd dat voortaan de maand juni de Hart-van-Jezus-maand zou zijn. Pauselijke Hart-van-Jezus-aflaten werden gepropageerd en Pius IX sloot zijn encycliek Quanta Cura af met een beroep op het Heilig Hart. In 1899 verscheen vervolgens de encycliek Annum Sacrum van paus Leo XIII, waarin hij de wereld toewijdt aan het Hart van Jezus, dat "gelukbrengend en goddelijk teken" is. Paus Pius XII schreef in 1956 zijn encycliek Haurietis Aquas (Jullie zullen water putten) over het Heilig Hart en de betekenis ervan voor de moderne wereld. Achtenzestig jaar later en na voorlopige afsluiting van zijn "synodale" moderniseringsproject nam Paus Franciscus het in 2024 met zijn encycliek Dilexit nos (Hij heeft ons liefgehad) onverwachts op voor de inmiddels door velen verouderd geachte, maar nog altijd wijdverspreide verering van het Heilig Hart.

### Betekenis
Volgens enkele sociologen zou de devotie gelegenheid gegeven hebben het priesterschap verder te sacraliseren en zo klerikale standpunten, zoals deze door integralisten en ultramontanen aan het eind van de 19e eeuw werden voorgestaan, te ondersteunen. Het zou de katholieke bevolking homogeniseren (bijvoorbeeld in de tijd van de Kulturkampf) en daarnaast vooral uitdrukking zijn van een anti-rationele mentaliteit. Het Hart van Jezus figureerde als een Ark, Burcht of Veilige Haven, een toevluchtsoord voor de gelovige uit de anti-religieuze buitenwereld. Het Heilig Hart werd bovendien inspiratiebron voor de bekering van de niet-katholieken. Rond het Heilig Hart ontstonden de gebeden na de Stille Mis waarin om ontferming gesmeekt werd, en aan het "Zoet Hart van Jezus" de bekering van de dwalende broeders (protestanten en orthodoxen) gevraagd werd.
Anno 2023 is er bij sommigen meer oog voor het feit dat de Heilig-Hartverering uit de 19e en begin 20e eeuw vooruitloopt op een aantal ontwikkelingen, die later meer zouden worden erkend. De grotere betrokkenheid van leken is daarvan wellicht een van de belangrijkste. De beweging van de Katholieke Actie, zoals deze door paus Pius XI gestimuleerd, is hiervan een bekend voorbeeld: het politieke domein, in de moderne tijd van het liberale politieke bestel, werd steeds meer aan persoonlijk geëngageerde leken-gelovigen overgelaten. De verbinding van persoonlijke devotie met de strijd tegen sociale onrechtvaardigheid, structureel onrecht en uitbuiting van mens en natuur is eveneens een vrucht van dezelfde ontwikkeling als de Heilig Hartverering. Daarbij blijft de Heilig Hartverering uitermate individueel gericht en heeft als zodanig primair de mystieke, geestelijke gemeenschap tot doel.

### Inspiratie
De spiritualiteit van het Heilig Hart bood inspiratie aan tal van personen uit de Katholieke Kerk door de eeuwen heen. Behalve personen zijn ook vele congregaties en religieuze orden erdoor geïnspireerd.

#### Personen

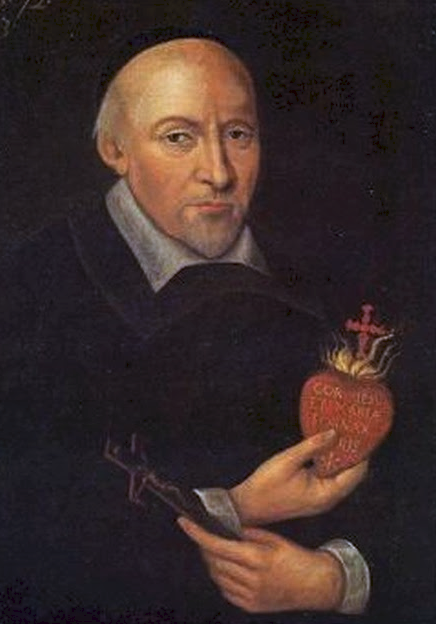
Jean Eudes rond 1673.

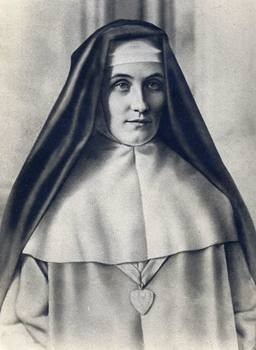
Maria van het Goddelijk Hart, gravin Droste zu Vischering

- Mechthild van Maagdenburg (1208/1210–1282)
- Gertrudis van Helfta (1256–1302)
- Heinrich Seuse (1295–1366)
- Jean Eudes (1601–1680)
- Claude de la Colombière (1641–1682)
- Margaretha-Maria Alacoque (1647–1690)
- Henriette Aymer de la Chevalerie (1767–1834)
- Pierre Coudrin (1768–1837)
- Madeleine-Sophie Barat (1779–1865)
- Jules Chevalier (1824–1907)
- Viktor Braun (1825–1882)
- Leo Dehon (1843–1925)
- Charles de Foucauld (1858–1916)
- Maria van het Goddelijk Hart (1863–1899)
- Gemma Galgani (1878–1903)

#### Congregaties
- Missionarissen van het Heilig Hart (Latijn: Missionarii Sacratissimi Cordis, afgekort M.S.C.)
- Dochters van Onze Lieve Vrouw van het Heilig Hart (Latijn: Filia Dominae Nostrae a Sacro Corde, afgekort F.D.N.S.C.).
- Congregatie van de Heilige Harten van Jezus en Maria (Latijn: Congregatio Missionariorum a Sanctissimis Cordibus Jesu et Mariae, afgekort SS.CC.)
- Missiecongregatie der Zonen van het Allerheiligst Hart van Jezus (Latijn: Congregatio Missionariorum Filiorum Sanctissimi Cordis Jesu, afgekort M.F.S.C.)
- Priestercongregatie van het Heilig Hart van Jezus (Latijn: Congregatio Sacerdotum a Corde Jesu, afgekort S.C.J.)
- Sociëteit van het Allerheiligst Hart van Jezus (Latijn: Societas Sacratissimi Cordis Jesu, afgekort R.S.C.J.)
- Associatie van gemeenschappen van Charles de Foucauld, omvat verschillende congregaties en gemeenschappen

#### Kerken, kloosters en andere gebouwen

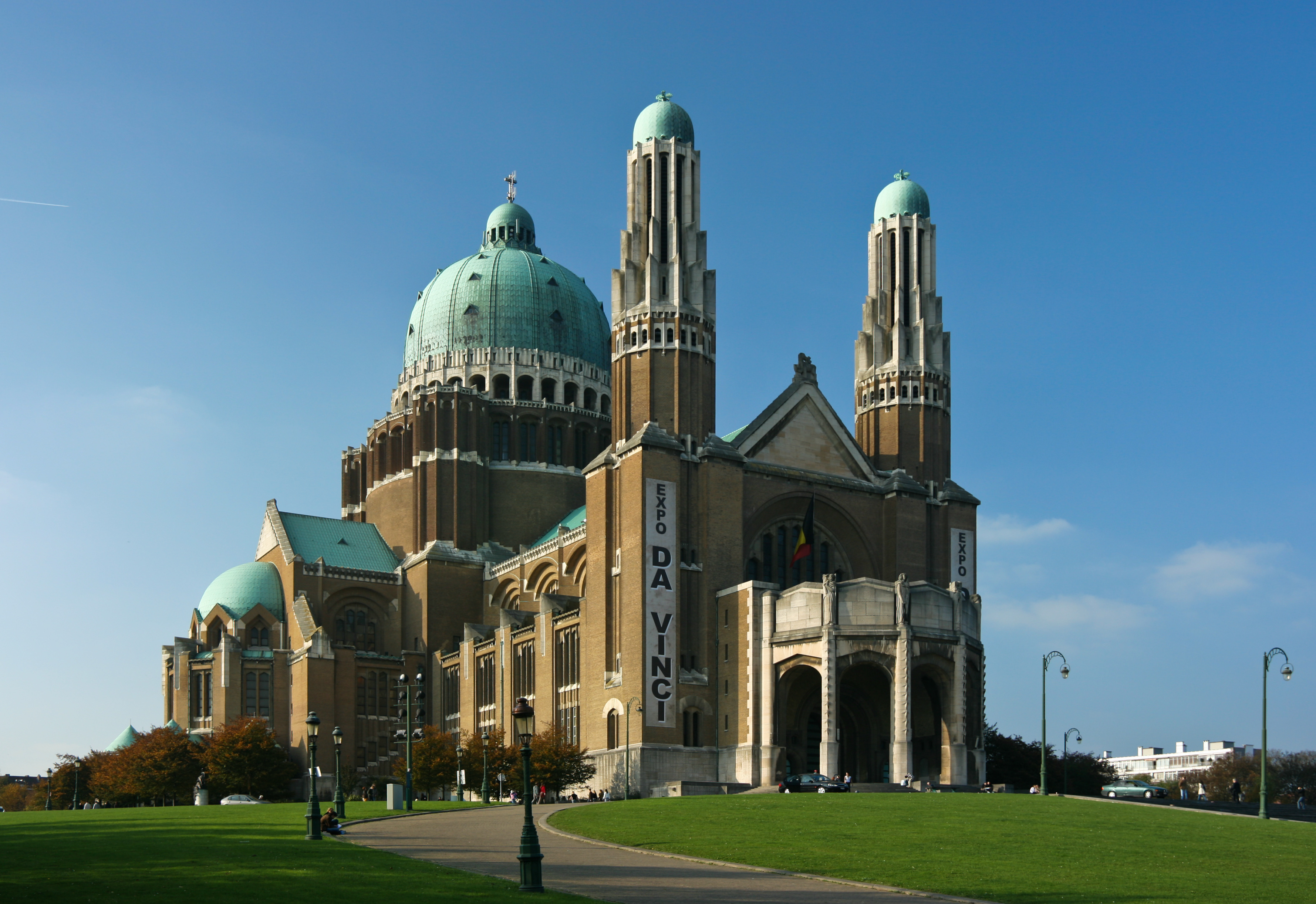
Nationale Basiliek van het Heilig Hart, Koekelberg (gebouwd 1909-51)

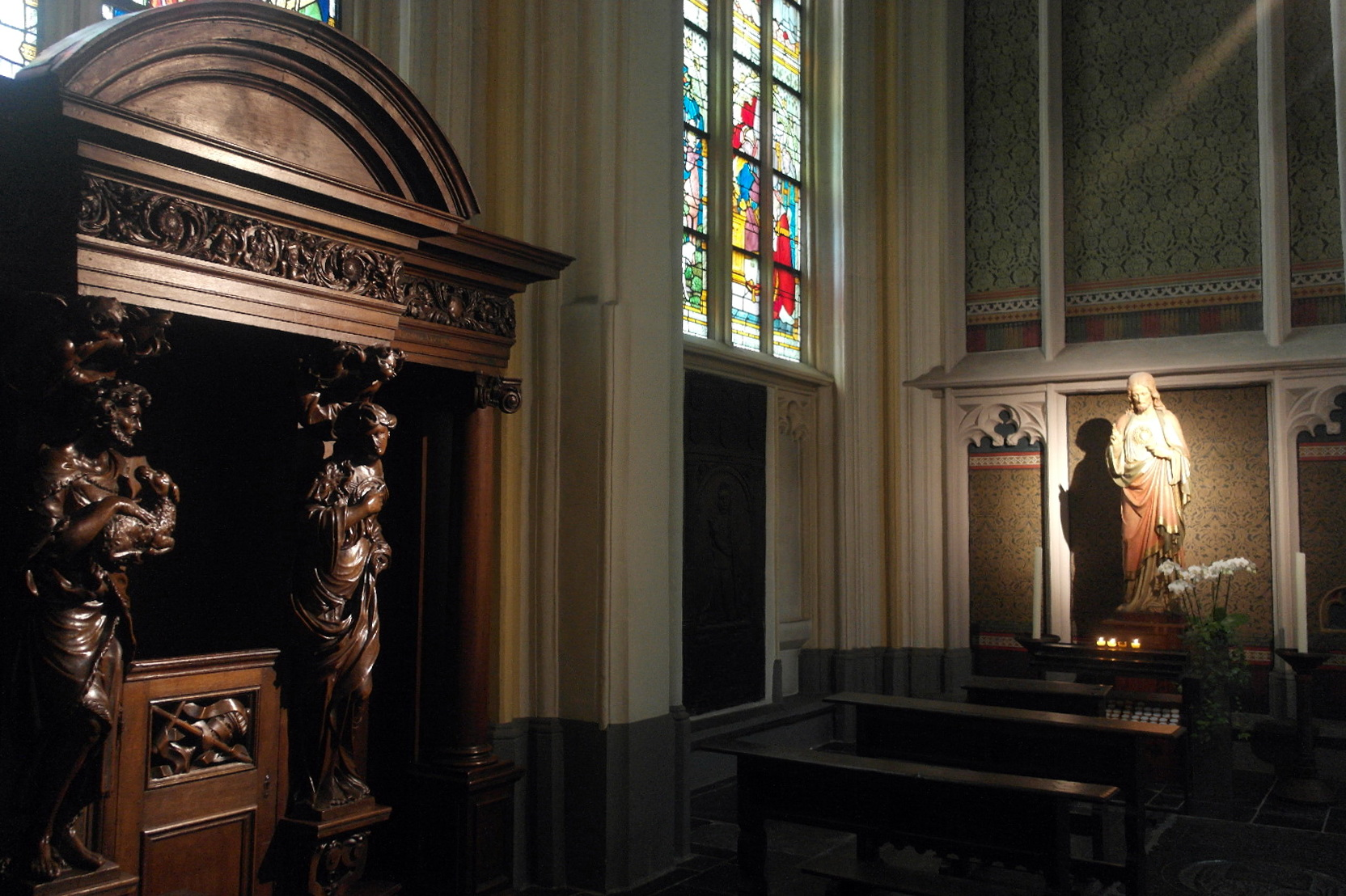
Heilig Hartkapel in de Sint-Servaasbasiliek, Maastricht

- Aalst: Parochiekerk van het Heilig Hart, gelegen Heilig Hartlaan bouwjaar 1928 - 1930
- Amsterdam: Parochiekerk van het Allerheiligst Hart van Jezus, alias de Vondelkerk
- Breda: Heilig Hartkerk (Breda)
- Brugge: Heilig Hartkerk (Brugge), voormalige jezuïetenkerk
- Bussum: voormalige Heilig Hart [van Jezus]kerk
- De Zilk: Heilig Hart van Jezuskerk (De Zilk)
- Eindhoven: Heilig Hartkerk / Paterskerk; Heilig Hartkerk (Ploegstraat); Heilig-Hartkapel (Eindhoven)
- Hasselt: Provinciaal Heiligdom van het Heilig Hart
- Helmond: Heilig Hartkerk (Helmond)
- Heverlee: Heilig Hartinstituut Heverlee
- Hoboken: Heilig Hartkerk (Hoboken)
- Haarlem: Heilig Hartkerk (Haarlem)
- Koekelberg (Brussel): Nationale Basiliek van het Heilig Hart
- Kortrijk: Heilig-Hartkliniek
- Luik-Cointe: Heilig Hartkerk, onderdeel van het Monument voor de intergeallieerden
- Maarssen: Heilig Hartkerk (Maarssen)
- Maastricht: Heilig Hartkerk (afgebroken jezuïetenkerk); Heilig Hart van Jezuskerk ("Koepelkerk"); Heilig Hartkapel (in de Sint-Servaasbasiliek)
- Paray-le-Monial (Frankrijk): Heilig Hartbasiliek
- Parijs: Basilique du Sacré-Cœur
- Reuver: Heilig Hartklooster (Reuver)
- Sint-Niklaas: Heilig Hartkerk (Sint-Niklaas)
- Sittard: Basiliek van Onze-Lieve-Vrouw van het Heilig Hart
- Steyl (Venlo): Heilig Hartklooster (Steyl)
- Tervuren: Heilig Hartcollege (Tervuren)
- Tilburg: Heilig Hartkerk (Tilburg)
- Turnhout: Heilig Hartkerk (Turnhout)
- Utrecht: Heilig Hartkerk (Utrecht)
- Venlo: Heilig Hartkerk (Venlo)
- Weisten (prov. Luik): Heilig-Hartkapel (Weisten)
- Zwijndrecht: Heilig Hart van Jezuskerk (Zwijndrecht)